# Podgórzyn (województwo dolnośląskie)

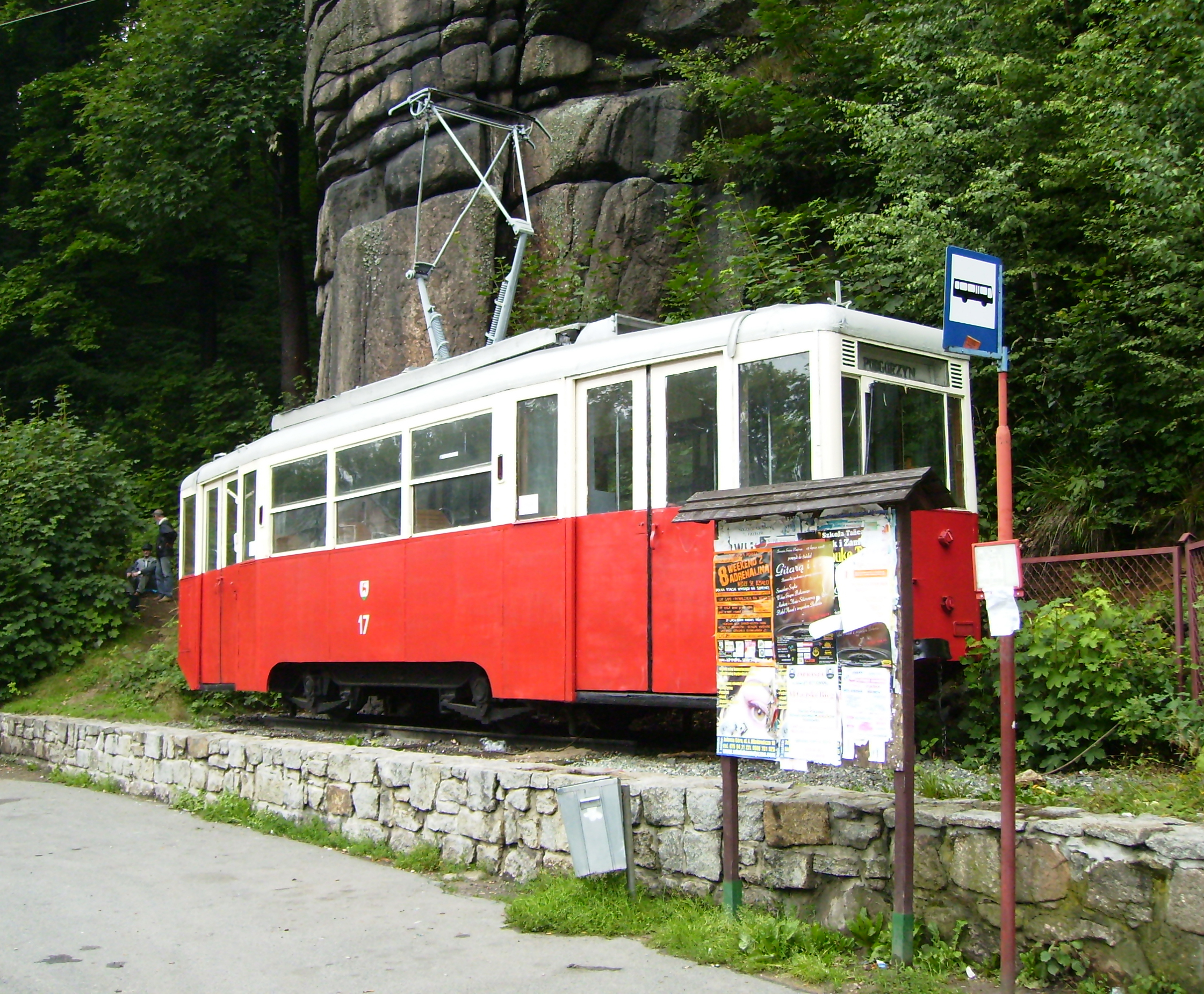
Tramwaj upamiętniający nieistniejącą linię

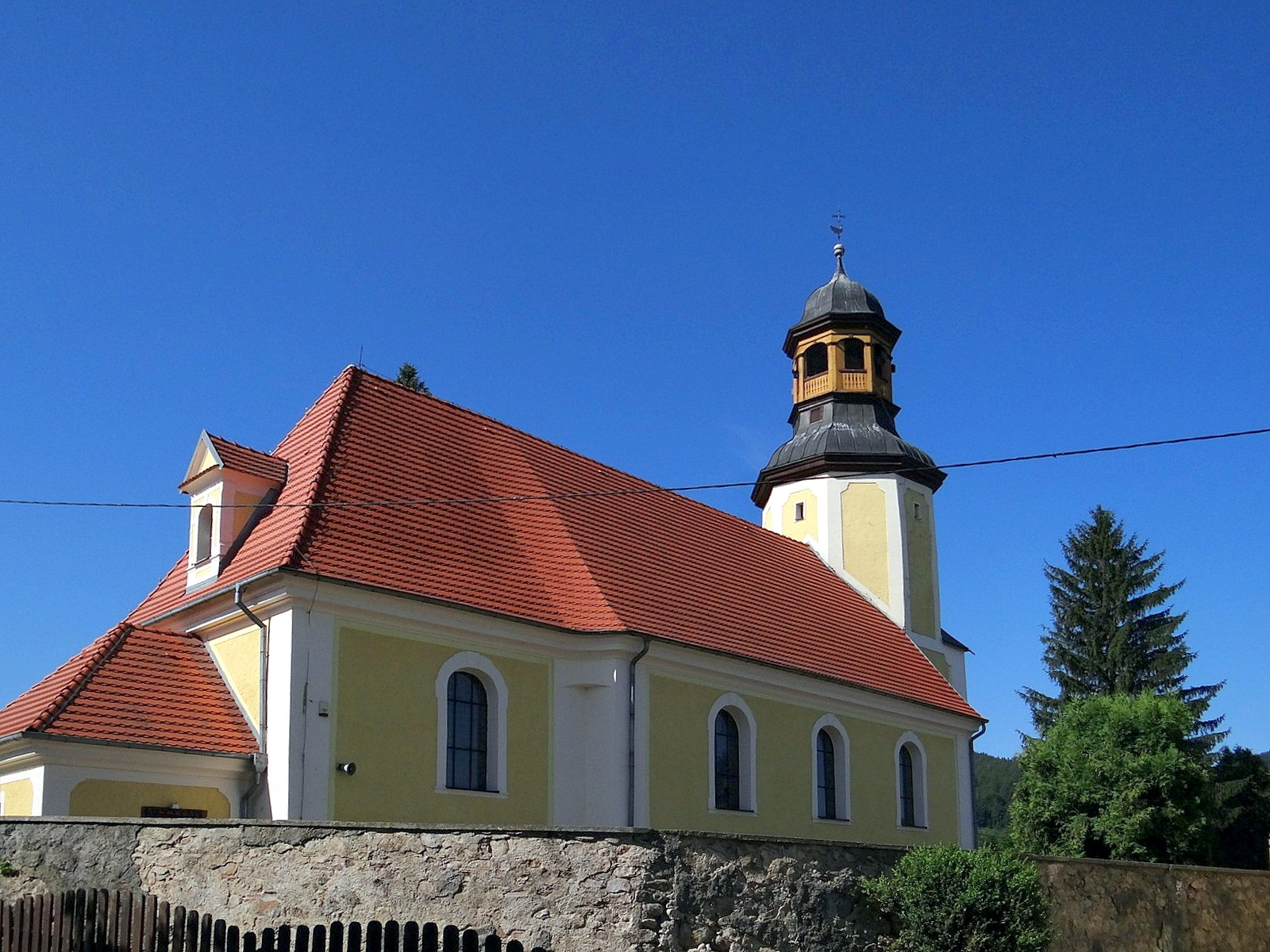
Późnobarokowy kościół Trójcy Świętej

Podgórzyn (do 1945 niem.  Giersdorf in Riesengebirge, Giersdorf, do marca 1946 Popławy) – wieś w Polsce położona w województwie dolnośląskim, w powiecie karkonoskim, w gminie Podgórzyn.

## Położenie
Podgórzyn to duża wieś położona na wysokości 350-480 m n.p.m. Miejscowość leży w dolinie rzeki Podgórnej, częściowo w obrębie Pogórza Karkonoskiego (Podgórzyn Górny), a częściowo na terenie Kotliny Jeleniogórskiej (Podgórzyn Dolny). Na północ od miejscowości znajdują się Stawy Podgórzyńskie, założone na przełomie XIV i XV wieku przez zakon cystersów; w późniejszym okresie własność Schaffgotschów z Cieplic, a od 1996 własność prywatna. Kompleks 67 stawów obejmuje 150 ha i należy do najcenniejszych zespołów przyrodniczych Kotliny Jeleniogórskiej, a zarazem do najwyżej położonych kompleksów wodnych w tej części Europy. Na uwagę zasługuje bogactwo świata ptactwa wodnego m.in. kaczki, perkozy, czaple siwe, tracze mirogęsi. W stawach w sposób tradycyjny hodowane są takie gatunki, jak karp, amur, tołpyga oraz sezonowo jesiotr i pstrąg.

## Podział administracyjny
W latach 1975–1998 miejscowość położona była w województwie jeleniogórskim. Miejscowość jest siedzibą władz gminy Podgórzyn, a także Zarządu Zlewni Bobru i Nysy Łużyckiej RZGW we Wrocławiu.

## Historia
Wioska jest jedną z najstarszych na ziemi jeleniogórskiej, bo zachowały się o niej dokumenty, które sięgają roku 1305. Rozwój wsi wiązał się z założeniem przez cystersów z Cieplic stawów rybnych. W 1486 należała do Giersdorfa, następnie właścicielami byli von: Liebanthal, Hochberg i Zedlitz. W 1560 przeszła jako wiano Magdaleny von Zedlitz w ręce jej męża Hansa II Schaffgotscha (1496–1584). W późniejszym okresie we wsi rozwijało się rzemiosło: w XVII w. działała tutaj odlewnia dzwonów, a w roku 1681 założono dużą papiernię, a w 1852 młyn papierniczy. W połowie XIX wieku na terenie miejscowości istniała szlifiernia szkła i kamieni. Funkcjonowały tu również mniejsze zakłady: młyny wodne, tkalnie, bielniki, browar i wytwórnia szkła. Rozwój turystyki przyniósł z kolei powstanie pensjonatów, hoteli i gospód. Od 1911 do 31 grudnia 1964 kursował tutaj tramwaj z Jeleniej Góry (od 20 maja 1914 z Podgórzyna Górnego). Fakt ten upamiętnia tramwaj ustawiony na dawnym przystanku końcowym w Podgórzynie Górnym.
We wsi działa Szkoła Podstawowa im. Orła Białego oraz przedszkole. W 2019 r. szkoła i przedszkole zostały przeniesione do nowego budynku. W 2023 r. przy szkole oddano do użytku nową halę sportową.

## Zabytki
Do wojewódzkiego rejestru zabytków wpisane są obiekty:
- kościół parafialny pw. Świętej Trójcy, z XV–XVIII w., przebudowany w XIX w.
- cmentarz przy kościele, z końca XVIII w.
  - dom przedpogrzebowy
  - bramy
- kościół pierwotnie ewangelicki z lat 1778–1780, obecnie rzymskokatolicki kościół pw. Matki Boskiej Częstochowskiej,

inne:
- Dwór w Podgórzynie[13], majątek rodziny Schaffgotschów. Właściciel Hans II Schaffgotsch (1496-1584)[14][15], syn Ulryka I (1453-1543)[16] i Anny Zwolskiej, był kanclerzem księstwa świdnicko-jaworskiego. Ożenił się z Magdaleną Zedlitz, której ojciec był posiadaczem tego dworu. Obiekt stał się później własnością Krzysztofa von Schaffgotscha, a po pożarze zamku Chojnik w 1675, był miejscem, w którym umieszczono uratowane z pożaru dokumenty, wyposażenie i zbiory[17].

Ponadto w gminnej ewidencji zabytków znajdują się obiekty zlokalizowane przy ulicach Bujwida (nr 18, 19 i 22), Ewangelickiej (nr 1, 4, 12), Kościelnej (nr 1), Nadwodnej (nr 6, 9 i 10), Ogrodowej (nr 2 i 16), Zielonej (nr 2, 5, 7) i Żołnierskiej (nr 1, 7, 12, 13, 14, 15, 17, 18, 22, 35, 40, 44, 47, 60, 62, 63, 72, 74, 75, 77, 79, 82, 83, 91, 91a, 96, 99, 118 i 119) oraz stanowiska archeologiczne we wsi.

## Szlaki turystyczne
- na Zamek Chojnik
- na Śmielec przez Zachełmie[19]